# Kanaal Wessem-Nederweert
Kanaal Wessem-Nederweert – kanał w prowincji Limburgia, w Holandii. Został otwarty 22 października 1929 roku. Biegnie od Wessem, gdzie łączy się z Mozą (w tym samym miejscu, po przeciwnej stronie rzeki do Mozy wpływa kanał Kanał Juliany) i płynie na północny zachód do Nederweert, gdzie krzyżuje się z kanałami Zuid-Willemsvaart i Noordervaart. Długość kanału wynosi 17 km.